# Forsand

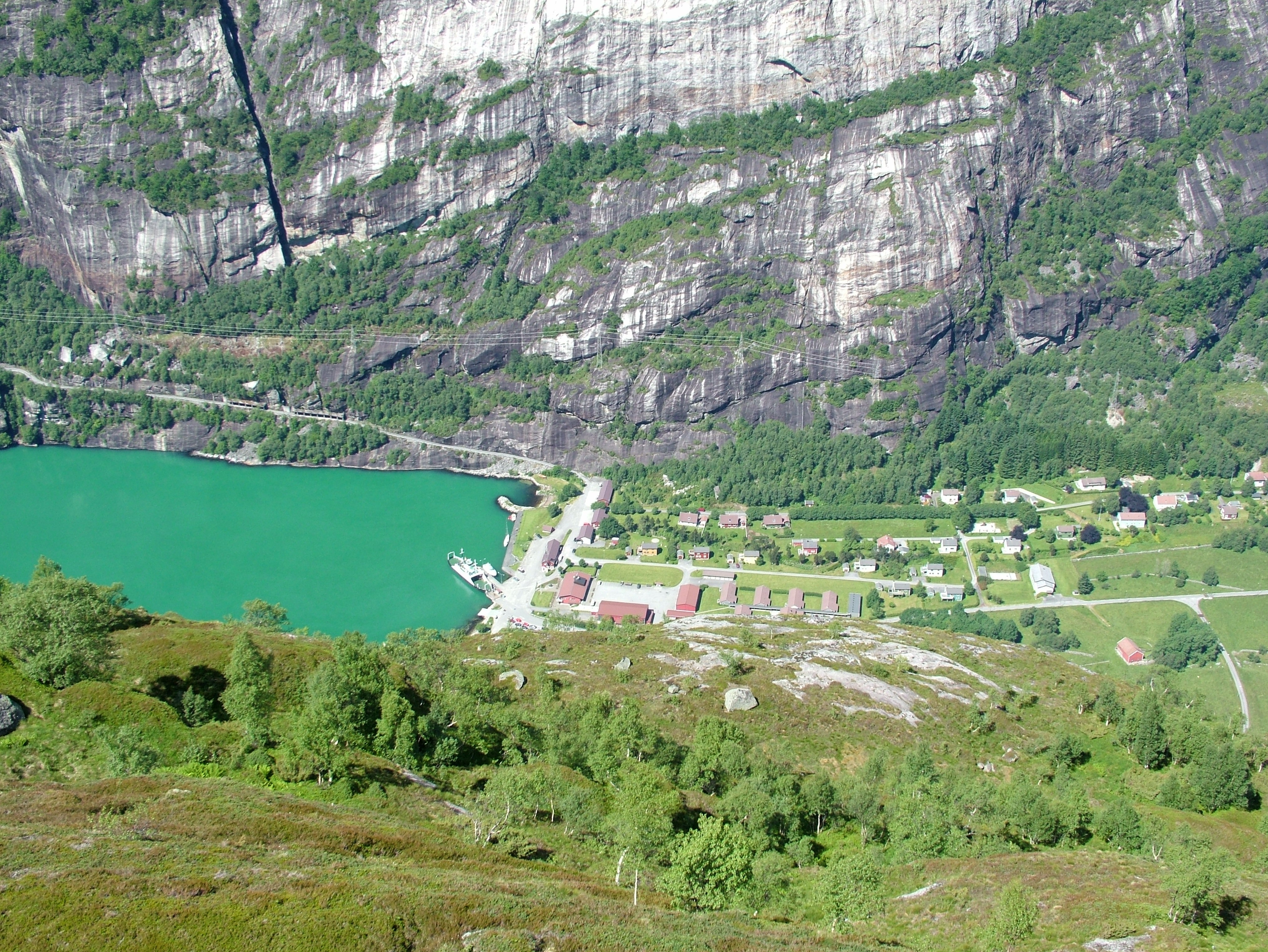
Lysebotn gezien vanuit Øygardsstølen

Forsand is een plaats en voormalige  gemeente in de regio Ryfylke van de Noorse provincie Rogaland. De gemeente grensde aan Hjelmeland, Strand, Sandnes aan de andere kant van Høgsfjorden, Gjesdal en in het oosten aan de provincie Aust-Agder met de gemeenten Bykle en Sirdal. De gemeente telde 1245 inwoners in januari 2017. Met ingang van 1 januari 2020 werd Forsand deel van de vergrote gemeente Sandnes. Het dorp Forsand heeft ruim 500 inwoners.
Tot Forsand behoorden de volgende dorpen:
- Fløyrli
- Kolabygda
- Lysebotn, gelegen aan het eind van de Lysefjord
- Øvre Espedal

## Bezienswaardigheden
- Lysefjord
- Preikestolen
- Kjerag

Austrått · Bogafjell · Figgjo · Forsand · Ganddal · Hana · Høle · Lura · Malmheim · Riska · Sandved · Soma · Strangeland · Sviland · Trones og Sentrum